# Lia Merminga
Lia Merminga (nacida en 1960) es una física de aceleradores griega, que ha dirigido proyectos científicos en varias instalaciones nacionales de aceleradores de partículas en Canadá y Estados Unidos.

## Educación
Merminga creció y asistió a la escuela en Grecia. A los dieciséis años, había decidido  ser física, inspirada por una profesora de física de su escuela secundaria  y una biografía de Marie Curie. Recibió una licenciatura en Físicas de la  Universidad de Atenas en 1983. A continuación, realizó un doctorado en Físicas en la Universidad de Míchigan (Estados Unidos). Allí completó sendas maestrías en Físicas y en Matemáticas. Defendió su tesis doctoral, Un estudio de dinámica no lineal en el Tevatrón de Fermilab, en 1989.

## Carrera profesional
Después de completar su doctorado, Merminga obtuvo un puesto de postdoctorada en el grupo de teoría de aceleradores del SLAC National Accelerator Laboratory. En 1992, empezó a trabajar en Thomas Jefferson National Accelerator Facility como miembro del Centro de Estudios Avanzados de Aceleradores (CASA), donde se convirtió en directora del grupo de física de haces de partículas en 2002. En 2008, se trasladó al laboratorio TRIUMF de Canadá como jefa del programa de aceleradores, uno de los puestos científicos más importantes de Canadá. Supervisó el diseño y la construcción de un acelerador para producir isótopos raros para usos en medicina y física nuclear. Regresó a SLAC en 2015, como Directora Asociada de Aceleradores y profesora en la Universidad de Stanford. Durante su estancia en Stanford, asumió el cargo de miembro del Grupo de Liderazgo en Ciencias de la Energía inaugural del Departamento de Energía de EE. UU. entre 2016 y 2017. En 2018 Merminga volvió a Fermilab para dirigir el proyecto Proton Improvement Plan II (PIP-II), el primer proyecto de acelerador de partículas con importantes contribuciones internacionales alojado en los Estados Unidos.

## Premios y honores
- Premio Minerva BC Women In ™ Science Community Leadership and Excellence, 2013.[8]
- Miembro del primer Grupo de Liderazgo en Ciencias de la Energía del Departamento de Energía de Estados Unidos, 2016-2017.[6]